# KDE Plasma 6
KDE Plasma 6 ist die sechste Generation der von KDE primär für Linux-Systeme entwickelten Desktop-Umgebung. Plasma 6 ist der Nachfolger von KDE Plasma 5 und wurde erstmals als stabile Version 6.0 am 28. Februar 2024 veröffentlicht.
KDE Plasma 6 wird auf Basis von Qt 6 programmiert, einem Anwendungsframework und GUI-Toolkit zur plattformübergreifenden Entwicklung von Programmen und grafischen Benutzeroberflächen.

## Entwicklung
Im März 2023 wurde der Hauptzweig auf Qt 6 umgestellt. Eine erste Alpha-Version von Plasma 6 wurde im November 2023 veröffentlicht; die Beta-2-Version erschien am 20. Dezember 2023. Der Release Candidate 1 erschien am 10. Januar 2024; der Release Candidate 2 erschien schließlich am 31. Januar 2024. Am 28. Februar 2024 wurde die erste stabile Version 6.0 veröffentlicht. Anschließend wurden in kurzen Abständen kleinere Fehlerkorrekturen veröffentlicht.
| Version                                                | Datum         | Neuerungen |
| ------------------------------------------------------ | ------------- | --- |
| 6.0                                                    | 28. Feb. 2024 | Ersterscheinung |
| 6.0.1                                                  | 5. März 2024  | Verbesserungen bei Bluetooth-Dateitransfer, fraktionierter Skalierung und Plasma-Panel |
| 6.0.2                                                  | 12. März 2024 | Fehlerbehebung in Bezug auf Vollbildmodus von Medienspielern und die X11-Sitzung |
| 6.0.3                                                  | 26. März 2024 | Breeze wird Standard GTK-Thema, Behebung von Fehlern und Abstürzen, sanftere Animationen |
| 6.0.4                                                  | 16. Apr. 2024 | Vereinfachung von URLs per Drag & Drop und Fehlerbehebung bei System-Monitor und Batterie-Anzeige |
| 6.0.5                                                  | 21. Mai 2024  | verbesserte Scrolling-Performance, Fehlerbehebungen bei Nachtfarben und fraktionierter Skalierung im HDR-Modus |
| 6.1                                                    | 18. Juni 2024 | Artefaktbildung und Screen Tearing bei Nvidia-Grafikkarten im Zusammenspiel mit Wayland behoben, Integration von Remote-Desktop-Freigaben in die Systemeinstellungen, überarbeiteter Bearbeitungsmodus der Arbeitsfläche |
| 6.1.1                                                  | 25. Juni 2024 | verbesserte Internationalisierung, Fehlerbehebung in Discover und bei KWin-Effekten |
| 6.1.2                                                  | 2. Juli 2024  | Leistungsoptimierung im Zusammenspiel mit Nvidia-Grafikkarten, Ressourcenverbrauch bei Multitasking verringert, konsistentere Panelbreite bei Plasma Mobile, Systemklänge vereinheitlicht |
| 6.1.3                                                  | 16. Juli 2024 | Blaulichtfilter, Tiling und Integration von Flatpak verbessert |
| 6.1.4                                                  | 6. Aug. 2024  | Verbesserungen bei Plasma-Widgets, Suche in den Systemeinstellungen, KWin, Echtzeitfähigkeiten mit musl |
| 6.1.5                                                  | 10. Sep. 2024 | schnellere Suche mit Discover, Umlautfehler bei Orten im Wetterbericht korrigiert, Multitouch-Gesten verfeinert, GTK-Anwendungen übernehmen Farben des globalen Systemthemas |
| 6.2.0                                                  | 8. Okt. 2024  | Erweiterung der Einstellungen für Grafiktabletts um Neu-Zuweisung von Hardware-Funktionstasten zu Mausklicks, Unterstützung für Autoscrolling mit der mittleren Maustaste, separate Helligkeitssteuerung für jeden Monitor |
| 6.2.1                                                  | 15. Okt. 2024 | verbesserte Unterstützung von Spielen unter XWayland |
| 6.2.2                                                  | 22. Okt. 2024 | verbesserte Unterstützung von Nvidia-Grafikkarten und Systemen mit mehreren Grafikeinheiten |
| 6.2.3                                                  | 5. Nov. 2024  | Fehlerbehebungen für HDR-Monitore, Screencasts mit Mehrmonitorkonfigurationen, verbesserte PIN-Eingabe bei Bluetooth, verbesserte Waylandunterstützung im Infobildschirm |
| 6.2.4                                                  | 26. Nov. 2024 | bessere Integration von Flatpak in Discover, Fehlerbehebungen in Bezug auf Tiling und Multimonitorumgebungen unter Wayland, verbesserte Akkuüberwachung |
| 6.2.5                                                  | 31. Dez. 2024 | Optimierung des Sperrbildschirms, bessere Textdarstellung in Discover, verbesserte Integration von GTK-Programmen, weniger Störungen bei der Medienwiedergabe, überarbeitetes Layouting beim System-Monitor |
| 6.3.0                                                  | 11. Feb. 2025 | Die Screenshot-Anwendung Spectacle ist jetzt Teil von KDE Plasma, Erweiterung der Einstellungen für Grafiktabletts (u. a. Anpassung der Druckkurve und des Druckbereichs von Eingabestiften), Auswahl zwischen schneller und farbgetreuer Anzeige in den Anzeige-Einstellungen, Taskleisten können jetzt geklont werden |
| 6.3.1                                                  | 18. Feb. 2025 | Korrekturen bei Wayland und dem XDG Desktop Portal, Screenshot-Tool Spectacle unterstützt animierte WebP-Dateien |
| 6.3.2                                                  | 25. Feb. 2025 | Flüssigere Benutzeroberfläche, Fallback auf SDR bei fehlerhaften HDR-Profilen, Vermeidung von Helligkeitsproblemen bei externen Monitoren |
| 6.3.3                                                  | 11. März 2025 | |
| 6.3.4                                                  | 2. Apr. 2025  | |
| 6.3.5                                                  | 6. Mai 2025   | |
| 6.4.0                                                  | 17. Juni 2025 | Neuer HDR-Kalibrierungsassistent, Option für simuliertes HDR durch Veränderung des Monitor-Backlights auf unterstützten Geräten hinzugefügt, Neugestaltung der Systemmonitor-Startseite mit Informationen zur GPU-Nutzung, neue Seite in den Systemeinstellungen zur Konfiguration von Animationseffekten, erste Implementierung einer richtigen Sitzungswiederherstellung unter Wayland (die Positionen von Fenstern können über Reboots hinweg gespeichert werden) |
| 6.4.1                                                  | 24. Juni 2025 | Der Fenster-Hervorheben-Effekt dessen Flackern bei Epilepsie zu gesundheitlichen Problemen führen kann, wurde deaktiviert. |
| 6.4.2                                                  | 1. Juli 2025  | |
| 6.4.3                                                  | 15. Juli 2025 | |
| 6.4.4                                                  | 5. Aug. 2025  | |
| 6.4.5                                                  | 9. Sep. 2025  | |
| 6.4.6                                                  | 4. Nov. 2025  | |
| Legende:Alte VersionAktuelle VersionZukünftige Version |               | |

Zu den großen Neuerungen zählt neben dem Wechsel auf Qt 6 auch Wayland als Standard. Dadurch werden nun auch HDR-Inhalte und ICC-Profile unterstützt. Standardmäßig schwebt nun auch das Panel, wenn Fenster nicht maximiert sind, wobei das Verhalten umfangreich konfiguriert werden kann. Zahlreiche Standardeinstellungen, die Systemeinstellungen und das UI-Theme Breeze wurden überarbeitet. Mit Ocean wurde ein neues Sound-Thema eingeführt. Zudem wurden neue Touchpad-Gesten hinzugefügt. Auch Plasma Mobile wurde überarbeitet. Einige Desktop-Effekte wurden erneut hinzugefügt. Die Desktopsuche wurde stark beschleunigt.

## Rezeption
Die abgerundeten Ecken am Panel erinnern laut heise online etwas an Windows 11. Im Gegensatz zur Windows-Welt, deren Designsprache bis in die Zeit von Windows 3.x zurückreiche, wirke bei KDE Plasma 6 alles wie aus einem Guss.